# 道奉行
道奉行（みちぶぎょう）は、江戸幕府や諸藩における職名の1つ。

## 江戸幕府
役扶持は60人扶持で、江戸府内の道路・水道を掌り、若年寄の支配を受けた。江戸城中の席次は躑躅之間敷居之外であった。御目見以上、布衣以上。定員は当初2名、のちに4名となり、再設置後は再び2名となる。
創設は万治2年（1659年）で、4名が任命された。同年11月には普請奉行とともに近郊農村宅地化の管理を命じられる。この時は新番と大番からの出役であった。
元禄6年（1693年）には、それまで町奉行の管轄であった玉川上水、神田上水を支配。それに伴って新規に同心が付属し、上水奉行とも呼ばれるようになった。正徳2年（1712年）には与力2騎、同心10人が配属されていた。同心には切米30俵2人扶持が支給され、目白台に組屋敷があった。
享保5年（1720年）8月に廃止されたが、10月に再び2名が任命された。再設置後は、両番（小姓組番・書院番）からの出役となり、就任年数も2年が原則となる。元文4年（1739年）には上水管理の役務を町奉行に返還。明和5年（1768年）には再度廃止され、道奉行が掌っていた役務は普請奉行の所管となり、江戸の水道は普請奉行の支配となった。